# Objet initial et objet final
En mathématiques, et plus particulièrement en théorie des catégories, un objet initial et un objet final sont des objets qui permettent de définir une propriété universelle. 

## Définition
Donnons-nous une catégorie {\displaystyle {\mathcal {C}}}. Un objet {\displaystyle I} de {\displaystyle {\mathcal {C}}} est dit initial si pour tout objet {\displaystyle E} de {\displaystyle {\mathcal {C}}}, il existe une et une seule flèche de {\displaystyle I} vers {\displaystyle E}. De même, un objet {\displaystyle F} est dit final (ou terminal) si pour tout objet {\displaystyle E}, il existe une et une seule flèche de {\displaystyle E} vers {\displaystyle F}. En particulier, la seule flèche d'un objet initial (ou final) vers lui-même est l'identité. Un objet nul est un objet à la fois initial et final.
Par exemple, la catégorie des ensembles pointés, c'est-à-dire des couples (E,x) où E est un ensemble et x un élément de E, admet pour objets nuls les ensembles réduits à un élément.
L'intérêt de cette définition est la propriété suivante :
Autrement dit, si {\displaystyle I} et {\displaystyle J} sont tous deux initiaux dans {\displaystyle {\mathcal {C}}}, l'unique flèche {\displaystyle f} de {\displaystyle I} vers {\displaystyle J} est un isomorphisme. En effet, comme {\displaystyle J} est initial, il existe de même une unique flèche {\displaystyle g} de {\displaystyle J} vers {\displaystyle I}, et le composé {\displaystyle g\circ f} ne peut être que la flèche identité de {\displaystyle I}, toujours parce que {\displaystyle I} est initial. Pour la même raison, {\displaystyle f\circ g} ne peut être que l'identité de {\displaystyle J}.
Par suite, demander qu'un objet soit initial le définit à isomorphisme canonique près. En d'autres termes, de telles définitions permettent de se concentrer sur l'essentiel (le comportement de l'objet défini) sans se préoccuper des détails de sa construction.
Bien entendu, une telle définition ne prouve pas l'existence de l'objet, qui doit éventuellement être prouvée par une construction. Elle ne fait que débarrasser la définition de l'objet de tout ce qui est contingent. En contrepartie, elle oblige à intégrer dans la définition les outils nécessaires et suffisants pour la manipulation de l'objet.
Quand un objet mathématique est défini de cette façon, on dit qu'il est défini par un problème universel. Plus rigoureusement, étant donné un problème de construction (par exemple la recherche du plus petit groupe « contenant » deux groupes donnés), on le transforme pour définir une catégorie dans laquelle les solutions du problème sont des objets initiaux, tous canoniquement isomorphes par hypothèse (dans cet exemple, il s'agit de la catégorie des groupes dans lesquels les deux groupes donnés s'injectent, et la solution est le produit libre des deux groupes).

## Exemples
Chacune des phrases suivantes constitue une définition de ce qui y figure en gras.
- Dans la catégorie des ensembles, l'ensemble vide est l'objet initial et les singletons sont les objets finaux.
- Dans la catégorie des anneaux unitaires, l'anneau ℤ des entiers relatifs est initial et l'anneau nul est final.
- Le groupe trivial, l'anneau nul, l'espace vectoriel nul et le point sont les objets nuls dans les catégories respectives des groupes, des pseudo-anneaux, des espaces vectoriels (sur un corps fixé) et des espaces pointés.
- Le quotient {\displaystyle \pi \colon E\to E/F} (muni de sa projection canonique) d'un espace vectoriel {\displaystyle E} par le sous-espace vectoriel {\displaystyle F} est initial dans la catégorie dont les objets sont les applications linéaires {\displaystyle f\colon E\to G} dont le noyau contient {\displaystyle F}. Les flèches de cette catégorie de l'objet {\displaystyle f\colon E\to G} vers l'objet {\displaystyle g\colon E\to H} sont les applications linéaires {\displaystyle \varphi \colon G\to H} telles que {\displaystyle g=\varphi \circ f}.
- Le diagramme {\displaystyle 1\to ^{0}\mathbb {N} \to ^{S}\mathbb {N} } (où {\displaystyle 1} est un singleton, {\displaystyle 0} l'unique application d'image {\displaystyle \{0\}} et {\displaystyle S} la fonction successeur), est initial dans la catégorie des diagrammes de la forme {\displaystyle 1\to X\to ^{h}X}. Les flèches de cette catégorie de l'objet {\displaystyle 1\to X\to ^{h}X} vers l'objet {\displaystyle 1\to Y\to ^{k}Y}, sont les applications {\displaystyle \varphi \colon X\to Y}, telle que {\displaystyle \varphi \circ 0=0} et {\displaystyle \varphi \circ h=k\circ \varphi }. (c'est la définition que William Lawvere donne des entiers naturels).
- Le groupe libre sur l'ensemble {\displaystyle E} est initial dans la catégorie dont les objets sont les applications {\displaystyle a\colon E\to G}, où {\displaystyle G} est un groupe. Les flèches de cette catégorie, de l'objet {\displaystyle a\colon E\to G} vers l'objet {\displaystyle b\colon E\to H} sont les morphismes de groupes {\displaystyle h\colon G\to H} tels que {\displaystyle h\circ a=b}.
- Le produit tensoriel {\displaystyle \otimes \colon M\times N\to M\otimes _{A}N} de deux modules {\displaystyle M} (module à droite) et {\displaystyle N} (module à gauche) sur l'anneau {\displaystyle A} est initial dans la catégorie des applications bilinéaires de source {\displaystyle M\times N}. Les flèches de cette catégorie de l'objet {\displaystyle f\colon M\times N\to A} vers l'objet {\displaystyle g\colon M\times N\to B} sont les applications linéaires {\displaystyle \varphi \colon A\to B}, telles que {\displaystyle g=\varphi \circ f}.
- Le compactifié de Stone-Čech {\displaystyle \gamma \colon X\to {\check {X}}} de l'espace topologique {\displaystyle X} est initial dans la catégorie dont les objets sont les applications continues {\displaystyle f\colon X\to Y}, où {\displaystyle Y} est un espace compact. Les flèches de cette catégorie de l'objet {\displaystyle f\colon X\to Y} vers l'objet {\displaystyle g\colon X\to Z} sont les applications continues {\displaystyle h\colon Y\to Z} telles que {\displaystyle g=h\circ f}.

## Autres formulations
Cette notion peut s'exprimer d'une façon plus sophistiquée (conduisant à l'obtention automatique de certains théorèmes) à travers celle de foncteur adjoint.